# Neotantra
El neotantra, desenvolupat des del segle xx i impulsat pel moviment de la New Age, es pot definir com la interpretació literal d'algunes metàfores amb al·lusió sexual d'algunes de les escoles de tantra. És un fenomen fonamentalment caucàsic orientat a una nova espiritualitat desrepresora, basat fonamentalment en els aspectes genital és i sexual és l'home.
A Occident, sovint s'ha entès el terme 'tantra' com si es referís exclusivament a pràctiques sexuals que busquen despertar l'energia kundaliní mitjançant el que en l'hinduisme es coneix com a maithuná (terme sànscrit que significa acte sexual) Aquesta interpretació del 'tantra' com referint-se exclusivament a una via basada en la unió sexual es coneix com a neotantra.
Una concepció freqüent sobre el neotantra és veure'l com el «tantra occidental», desenvolupat a partir del segle xx i relacionat en part amb la Nova Era i el que es va donar a anomenar «el ioga del sexe» o «ioga sexual».
Aquesta perspectiva és tendenciosa; sota la premissa del relativisme ètic quant a les pràctiques religioses, va aconseguir nombrosos adeptes hostils al conservadorisme sexual a Occident i el món islàmic.
Aquesta important majoria consumista ha donat dinàmica al mercat eròtic i va ser legitimada per aquesta raó; no obstant això, els estudis objectius sobre religions comparades confirma que l'ascetisme budista no dista del cristià, i que l'exercici tàntric sexual no és hedonista ni persegueix el plaer perquè sí. (Norbu, 1996)
Pel que sembla, la finalitat d'aquesta pràctica era dominar la gana sexual de tal manera, que l'erecció immòbil del penis duri hores sense arribar a ejacular.
No pot definir-se com a religió ni com a filosofia i tampoc arriba a ser un moviment. Es tracta d'una sèrie de preceptes que posa a l'home més sentit de llibertat i al mateix temps de responsabilitat personal. No està sustentat en els pilars d'entrenament de la mà d'un guia, mestre o iniciat ni en els conceptes bàsics subjacents en el tantra.
En gran manera és un conjunt de pràctiques sexuals que sol estar relacionat amb la metafísica i el pensament màgic en alguns dels seus representants.